# The Midnight Gospel
The Midnight Gospel es una serie de televisión estadounidense de animación creada por Pendleton Ward y el comediante Duncan Trussell. Es la primera producción animada de Ward para Netflix. La serie sigue al spacecaster Clancy, que posee un simulador de multiversos. Mediante este, él viaja a través de mundos a punto de sufrir sus propios apocalipsis, con el objetivo de entrevistar a sus habitantes para su spacecast, y así mejorar espiritualmente.

## Argumento
The Midnight Gospel se centra en el spacecaster (podcaster en el espacio) llamado Clancy Gilroy, quien vive en la dimensión «El lazo cromático», donde cultivadores de simulaciones usan poderosas biocomputadoras para simular universos en los que pueden recolectar tecnología. Cada episodio trata sobre los viajes de Clancy  a planetas del simulador, cuyos habitantes son los invitados a los que entrevista para su spacecast. Estas entrevistas están basadas en entrevistas reales, derivadas del podcast de Trussell, 
The Duncan Trussell Family Hour. Los episodios terminan con un evento apocalíptico del que Clancy apenas alcanza a escapar.

## Elenco y personajes

### Principal
- Duncan Trussell como Clancy Gilroy

### Recurrente
- Phil Hendrie como Universe Simulator y varios personajes
- Stephen Root como Bill Taft y varios personajes
- Maria Bamford como Butt Demon y varios personajes
- Doug Lussenhop como Daniel y varios personajes
- Joey "Coco" Diaz como Chuck Charles y varios personajes
- Christina P. como Bobua y varios personajes
- Steve Little como Capitán Bryce y varios personajes
- Johnny Pemberton como Cornelius y varios personajes

### Invitados
- Drew Pinsky como Little President (Episodio 1 y episodio 5)
- Natasha Leggero como Peggy (Episodio 1)
- Anne Lamott como Anne Deer Dog (Episodio 2)
- Raghu Markus como Raghu Deer Dog (Episodio 2)
- Damien Echols como Darryl the Fish (Episodio 3)
- Trudy Goodman como Trudy the Love Barbarian (Episodio 4)
- Pauly Shore como Prince Jan Roll (Episodio 4)
- Jason Louv como Jason (Episodio 5)
- Eddie Pepitone como Bob (voz) (Episodio 5) 
  - Johanna Warren como Bob (voz) (Episodio 5)
- David Nichtern como His Divine Grace, God's Scientist (Episodio 1) y David (Episodio 6)
- Dante Pereira-Olson como Shanerreyus (Episodio 6)
- Will Oldham como Bubble Max (Episodio 6)
- Caitlin Doughty como Death (Episodio 7)
- Deneen Fendig como ella misma. La madre de Duncan y la madre de Clancy (Episodio 8)
- Ram Dass como Ram Dass (Episodio 8)

## Temporadas
| Temporada | Temporada | Episodios | Episodios | Emisión original    | Emisión original    |
| Temporada | Temporada | Episodios | Episodios | Primera emisión     | Última emisión      |
| --------- | --------- | --------- | --------- | ------------------- | ------------------- |
|           | 1         | 8         | 8         | 20 de abril de 2020 | 20 de abril de 2020 |

## Desarrollo

### Concepto y creación
Mientras trabajaba en Hora de Aventuras, Pendleton Ward se enteró del podcast de Duncan Trussell, Duncan Trussell Family Hour, a través de un amigo con el que trabajaba en el programa. Ward se interesó en el podcast debido a su gusto por escuchar a las personas hablar de filosofía. De acuerdo con Ward, «Duncan es muy divertido». Alrededor de 2013, cuando su podcast empezó a transmitirse, Trussell recibió un correo electrónico de Ward en el que lo elogiaba por su podcast. Un año después, Ward se retiró de su puesto como showrunner de Hora de Aventura. A pesar de afirmar en una entrevista que no trabajaría en otras series, Ward tomó los primeros pasos para producir un nuevo programa adaptando el podcast de Trussell. Según Ward, Trusell tenía la habilidad de convertir 2 horas de una conversación de meditación en algo gracioso. Trusell comentó: «Él me contactó y dijo que tenía una idea para animar mi podcast, lo cual fue muy emocionante para mí». En la primera reunión con Ward, Trussell rechazó unirse al nuevo proyecto porque estaba muy ocupado. En 2018, Ward lo abordó nuevamente para mostrarle un borrador del concepto; para ello usó una conversación del podcast sobre la adicción a las drogas, y lo colocó sobre una animación de Trussell y su invitado peleando en una invasión zombi.

### Temas
En todos los episodios, la serie trata con diferentes temas que son explorados a través de las entrevistas. Durante la primera temporada, los invitados hablan sobre temas como la magia, meditación, el perdón, espiritualismo, rituales funerarios, lo positivo de la muerte, el uso de drogas, el dolor, Moksha (trascendencia) y el existencialismo. La animación también sirve de fondo para las historias; amplían las entrevistas y complementan intencionalmente el diálogo de estas. Por ejemplo, en el episodio con Anne Lamott, ella comenta sobre su falta de miedo a la muerte mientras su personaje es transportado a una picadora de carne industrial por unos payasos. Estas secuencias animadas atraen al espectador a la conversación y lo hacen una parte importante de la exploración del tema de esta.
Un tema recurrente en varios episodios es el ciclo de la vida; un análisis del nacimiento y de la muerte. La serie refuerza cómo este ciclo es un proceso continuo y definitivo del que no se puede escapar. En el último capítulo de la primera temporada hay una discusión más profunda acerca del milagro de la vida, el sufrimiento que la existencia trae a la vida humana, y el dolor detestable que la muerte trae con esta. El tema principal de este episodio, titulado «Mouse of Silver», trata sobre cómo lidiar con la pérdida de un ser querido. Para Trussell, el último episodio es aún más personal debido al discurso surgido a partir de la profunda tristeza que sintió después de su madre falleciera de cáncer.

## Recepción
| Temporada | Temporada | Recepción        | Recepción      |
| Temporada | Temporada | Rotten Tomatoes  | Metacritic     |
| --------- | --------- | ---------------- | -------------- |
|           | 1         | 88% (16 reseñas) | 79 (7 reseñas) |

### Crítica
La serie ha sido recibida positivamente por los críticos, muchos de ellos señalaron al último episodio de la primera temporada, «Mouse of Silver», como el más emocionante y conmovedor de esta. También ha sido elogiada por su estética, animación, y la manera en la que trata temas profundos y filosóficos. En el sitio web Rotten Tomatoes, la primera temporada tiene un porcentaje de aprobación del 88%, en base a 16 reseñas, con un promedio de 7.53/10. El consenso del sitio es que «el estilo extraño de The Midnight Gospel no será para todos los gustos, pero para aquellos dispuestos a probarlo encontrarán una gran cantidad de visuales vibrantes e ideas brillantes». En Metacritic, la primera temporada tiene un puntaje de 79 de 100, de acuerdo a 7 críticos, lo que indica «reseñas generalmente favorables».
Algunos críticos han notado las similitudes y diferencias entre The Midnight Gospel y Rick y Morty, tanto en el estilo de animación como en la manera en la que tratan temas profundos. David Opie, de Digital Spy, identificó a The Midnight Gospel como una antítesis a Rick y Morty. Él afirma que ambos programas cambian la perspectiva de los espectadores sobre su forma de ver la vida, según Opie «Rick y Morty abarca el nihilismo más que otros, se desarrolla en el caos del punto de vista anárquico de Rick, pero el mundo termina realmente una y otra vez en The Midnight Gospel, dando un contrapunto cósmico a las enseñanzas introspectivas del "spacecast"». Él también destaca cómo la serie habla positivamente de temas como la esperanza y la pérdida.

## Cancelación
The Midnight Gospel fue cancelada después de su primera temporada. Se desconoce el motivo.